# Zwiggelte
Zwiggelte (52° 52′ N, 6° 35′ L) é uma cidade dos Países Baixos, na província de Drente. Zwiggelte pertence ao município de Midden-Drente, e está situada a 15 km, a sul de Assen.
A área de Zwiggelte, que também inclui as partes periféricas da cidade, bem como a zona rural circundante, tem uma população estimada em 480 habitantes.